# 조안 (연호)
조안(承安, じょうあん/しょうあん)은 일본의 연호(元号) 중 하나이다.
- 전후 : 가오(嘉応) 이후 - 안겐(安元) 이전.
- 시기 : 1171년 ~ 1174년
- 천황 : 다카쿠라 천황
- 무가동량 : 다이라노 기요모리

## 개원(改元)
- 가오 3년 4월 21일(율리우스력 1171년 5월 27일), 천변에 의해 개원.
- 조안 5년 7월 28일(율리우스력 1175년 8월 16일), 안겐으로 개원된다.

## 출전
『서경』의 「王命我来、承安汝文徳之祖、正義、承文王之意、安定此民也」.
- 참조 : 일본어 위키의 내용임. 중국어 위키의 내용과는 차이 있음.

## 조안 시기에 일어난 일
- 3년
  - 신란(親鸞, 가마쿠라 초기의 일본 승려. 정토진종의 개조) 태어나다.
- 4년
  - 다이라노 기요모리가 오와다노토마리(大輪田泊, 현재의 고베)에 교가시마(経ヶ島, 일송무역을 위해 만든 인공섬)를 짓다.

## 서력과의 대조표
| 조안 | 원년   | 2년    | 3년    | 4년    | 5년    |
| ---- | ------ | ------ | ------ | ------ | ------ |
| 서력 | 1171년 | 1172년 | 1173년 | 1174년 | 1175년 |
| 간지 | 신묘   | 임진   | 계사   | 갑오   | 을미   |

## 같이 보기
- 일본의 연호 일람

| 이전 가오 | 일본의 연호 1171년 ~ 1175년 | 다음 안겐 |